# Tatran (vydavatelství)
Tatran je slovenské vydavatelství založené na podzim v roce 1947 (sto let od vystoupení Ľudovíta Štúra na uherském sněmu). 1. ledna 1953 bylo vydavatelství Tatran přejmenováno na Slovenské vydavateľstvo krásnej literatúry (SVKL). 1. listopadu 1965 se vydavatelství vrátilo k původnímu názvu, pod kterým funguje dodnes.

## Edice Tatranu
- Výber
- Luk
- Hviezdoslavova knižnica
- Čítanie študujúcej mládeže
- Zlatá brána
- Svetoví klasici
- Svetová tvorba
- Prameň
- Meteor
- Pamír
- Slovenská tvorba
- Kvety
- Poézia
- Zlatá brána
- Panteón
- Osudy slávnych
- Korene
- Pamäti a dokumenty
- Ľudové umenie na Slovensku
- Okno